# Christian Grönroos
Christian Grönroos est professeur de marketing relationnel à Hanken, école de commerce à Helsinki.
Il cherche à réinventer le marketing et récuse la définition de l'American Marketing Association

## Sa définition du marketing
Elle est basée sur la théorie du Promise Management
« Le marketing est une focalisation sur le consommateur qui imprègne les fonctions et les processus organisationnels  et est  adapté à faire des promesses par l'intermédiaire de proposition de valeur, qui vont permettre la satisfaction des attentes individuelles créées par de telles promesses et qui vont satisfaire de telles attentes par l'intermédiaire de support de processus de génération de création de valeur, supportant en cela la création de valeur dans l'entreprise aussi bien que dans les processus des consommateurs que ceux des parties prenantes. » 
(Marketing is a customer focus that permeates organizational functions and processes and is geared towards making promises through value proposition, enabling the fulfilment of individual expectations created by such promises and fulfilling such expectations through support to customers’ value-generating processes, thereby supporting value creation in the firm’s as well as its customers’ and other stakeholders’ processes.)

## Le Promise Management
Marketing as promise management: regaining customer management for marketing

## Le marketing relationnel
Pour Christian Grônroos, le marketing n'est ni un paradigme, ni un processus, etc., mais une relation .